# 忍者必須死3
《忍者必須死3》是中國大陸公司炎魂網絡（又叫「小白工作室（Pandada Studio）」）
2018年發行的多人跑酷競技類遊戲，對應Android與iOS平臺。
臺灣版題爲“忍者必須死”，2020年12月2日至12月15日期間，開啟Android的不計費刪檔測試。接著，於2021年1月6日正式上線Android與iOS雙平台。2022年12月13日向全球玩家上線《忍者必須死-全球版》，原《忍者必須死（臺灣服）》因代理合約到期等原因，於2023年3月29日宣布於同年5月4日正式關服，同時也開放港澳臺地區玩家遊玩全球服。

## 玩法
在傳統的跑酷遊戲基礎上，強化了遊戲的故事性與動作性。玩家除了傳統的躲避障礙與陷阱到達終點外，有時還會遇到boss，因此玩家需要依靠場上出現的道具以及角色的武器、技能等等，來擊敗怪物，以取得勝利。
而玩家也可以透過遊戲內蒐集到的貨幣、寶物殘卷等等，來對角色進行升級；更可以透過天賦的點法、武器的種類、寶物的搭配，讓每個玩家進行比拚。

### 競技場
無止境的奔跑模式，五十人一組，依照玩家們的
分數進行排名，獲得獎勵。
每次開始遊戲都會消耗一顆飯糰，亦可選擇想要使用的飯糰，如：玉子燒飯糰（2顆飯糰兌換一顆，忍幣加成+100%）、鮭魚飯糰（三顆飯糰兌換一顆，忍幣加成+200%）、魚子醬飯糰（一顆30勾玉，也可以於刷新在神秘商店中以5顆飯糰的價格購買，忍幣加成+500%）
可使用各式備戰道具幫助自己提升能力。
隨機效果：每天初次免費，之後每次三百忍幣
效果：攻擊力+30、攻擊力+50、攻擊力+80、攻擊力+10%、生命值+30、生命值+50、生命值+8%、生命值+12%、得分加成+10%、得分加成+20%、忍幣加成40%、忍幣加成+50%、出場忍術能量+100%
開場衝刺：價格為1000忍幣，開場乘坐通靈獸飛行1000米
傳送符（疾風模式限定）：價格為20勾玉，直接跳到第三關
替身卷軸：價格為1000忍幣，可抵擋一次致命傷害
通靈珠寶：價格為1500忍幣，可在與boss戰鬥中召喚通靈獸協助

### 三對三排位賽

#### 段位排序
初心，精英，豪傑，宗師，煉獄，修羅，無雙，天下無雙

#### 地圖等級
新手，普通，精銳，困難，危險，噩夢，無雙，天元

## 故事背景
在故事採用了日本武士、忍者、陰陽師等等，作為背景樣板。玩家將扮演新進忍者，隨著故事推進，打敗腐敗的武士政權與在其背後煽動的陰陽師及其式神。遊戲的戰鬥畫面是採用橫向卷軸式，並以水墨風格呈現。
300年前，來自鬼域的鬼族打開羅生之門，入侵這塊土地。為首的鬼王率領鬼群不斷肆虐，大地崩裂，多數生靈或成黑石，或化為鬼族，一時間蒼生塗炭。
鬼族的入侵，打破了這片大陸的祥和。各族間雖不斷抵抗，但由於鬼族的力量過於強大，無數族群被其毀滅，鬼族勢力也愈發壯大，整個西北大陸已然成為黑暗之地。人們意識到這毀滅性的威脅，自發組成抵抗鬼族聯盟，各族間強力協助和持續抵抗，最終由忍神和武士大名利用上古寶物，將鬼王封印在忍神山，隨著鬼王被封印，鬼族餘孽似乎也消失殆盡。
世間恢復和平，忍神和武士便在此建立和之國，以和平之意，堅守封印，守護大陸太平。而各族群間經歷此大戰後，也開始有意識的強大自我，逐漸成長起來。
鬼族大戰之後，忍族與武士族共同建立了新的國度——和之國，並交由武士統治，忍者則選擇退隱，於暗中輔佐武士，以堅守鬼王封印及守衛和之國，共同維護大陸和平。
300年間，和之國經歷了17位統治者，國家與族群間的關係也在悄然之中發生了變化。由於武士對國家的統治逐漸腐朽墮落，實力也越來越弱，和之國第17位統治者——年輕的大名開始忌憚忍者的強大力量會威脅到自己的統治地位，為了樹立威望，便在陰陽師的挑唆下，罔顧300年前忍者與武士達成的維護和平共生契約，授意了對忍者的鎮壓和絞殺行動。同時，武士城實際武力的最高統治者大將軍也在不斷壯大邊疆軍隊，謀劃武士暗部行動，似乎醞釀著更大的秘密。此間，由於忍者族群和武士衝突不斷，另一股強大的勢力——反武士忍者組織也應運而生，一場為取回忍者大義的戰爭一觸即發。就在此時，鬼王餘孽捲土重來的謠言四起，忍界內憂外患，這片大陸的和平岌岌可危，一場席捲和之國的暴風雨即將到來。

## 主要角色介紹
1. 以台灣服為主

### 友方陣營
小黑（聲優：花江夏樹）（⽣日：12⽉5⽇（16歲，射手座）；身⾼：168CM）(火系)
流派：炎魂·小黑、龍焰·小黑
個性：有神秘感，樂觀而平易近人。面對困難不服輸，雖然執行任務時很果斷，但偶爾也會因心軟而猶豫不決。
愛好：甩圍巾、耍酷、喜歡活躍氣氛。
描述：小黑自小成長於忍村，立志成為一名偉大的忍者。但幼時的小黑曾因體內的巨大能量而經歷了一段黑暗的時光，幸得長老的教導和隼白等夥伴的幫助才使得小黑走出陰影，成長為現在這個樂觀開朗的少年。但幾年後，和之國的和平被打破，隼白的改變使小黑產生信念的掙扎。而在苦無禁地的修行之中，小黑重回過去，衝破內心的桎梏，擊敗白小黑，成功覺醒了體內蘊藏的龍焰之力。那一刻的小黑建立了真正的忍者信念，明白了屬於自己的責任和使命。玩家的初始角色，故事大致也是繞著他展開的。
阿力（聲優：土岐隼一）（⽣日：7月12⽇（17歲，巨蟹座）；身⾼：170CM）(雷系)
流派：雷獸·阿力、超威·阿力
個性：自信，善於思考。天然的具備大哥立場，重仁義，待人隨和，但意外的在某些觀點上也會十分執著。
愛好：最愛喝竹葉寨「燒酒」（其實是一種飲料），喜歡和小椒一起執行任務。
描述：修習忍者之道的熊貓人，因為與忍村的結盟關係，曾與小黑一起在忍者學校學習。自小生活在偏遠的竹葉寨裡，表面上看似大大咧咧，實則心細如髮。作為竹葉寨的少主，熊貓長老對阿力的要求頗高，各種訓練一項不落，還曾將阿力以交換生的身份送到忍者學校與小黑一起學習忍術，不過阿力憑藉著強大的雷之力天賦迅速在忍者學校嶄露頭角，成長為一名精英忍者。
琳（聲優：悠木碧）（⽣日：9月9⽇（17歲，處女座）；身⾼：165cm）(水系)
流派：神樂·琳、雪舞·琳
個性：思維敏捷，善於分析和觀察，平常溫和而易於親近，但有時也會展現冷酷決絕的一面。
愛好：喜歡柔軟、毛茸茸的東西和照顧他人，喜歡和小椒鬥嘴。
描述：琳是來自「玉狐一族」的少女，自小生活在遙遠且環境惡劣的玉狐雪山。姐姐失蹤後，琳成為了玉狐一族的繼任巫女，出於某種目的，歷經千辛萬苦來到忍村學習忍術。儘管琳在忍者學校的時候經常照顧大家，也會和不講道理的小椒鬥嘴，總是表現出溫暖樂觀的一面，但在琳的心中其實一直有著無法言說的秘密。後來的苦無禁地修行一途，使得琳真正明白了自己作為巫女的意義和責任，從而覺醒了體內的雪舞之力。
蒼牙（聲優：松岡禎丞）（⽣日：1⽉18⽇（19歲，摩羯座）；身⾼：177CM）(風系)
流派：鬼狩·蒼牙、緋斬·蒼牙
個性：堅毅沉著，看似冷峻但內心也有著溫柔的角落。在那件事之後，習慣把情緒深藏在心裡，令人十分難以察覺其內心真實想法。
愛好：很喜歡吃老闆娘做的飯糰，但是從沒在人前表現過。
描述：曾在執行一項任務的過程中失去了戰友，自此帶上了面具。從雲之國修行歸來，忍村的超級精英。蒼牙是輝風一族被寄予厚望的少主，也是忍村的超級精英忍者。但自從那次執行任務，關鍵時刻沒有救到戰友，只剩自己存活後，他便隱藏在了面具之下，而任務背後的種種端倪讓蒼牙堅定了強大起來，查明真相，為戰友報仇的信念，並帶著這種信念去往雲之國修行。蒼牙執行任務時果斷而毫不留情，但很少表露內心的真實想法，這也可能是因為當時失去隊友所影響。
小椒（聲優：鬼頭明里）（⽣日：3月29⽇（15歲，牡羊座）；身⾼：159CM）(火系/雷系)
流派：神炎·小椒（火系）、星閃·小椒(雷系)
個性：直率、莽撞而豪爽，熱情開朗，行事俐落卻不顯兇狠，反而讓人覺得有些可愛。
愛好：喜歡收集各種各樣的食材，特別是辣味相關。
描述：竹葉寨收養的人類孤兒，為了追尋身世而加入戰鬥。小椒是神炎一族的後裔，出生便遭遇了族群的滅亡，但幸運地被盛桂所救。因可愛的嬰兒手中還緊握著一根辣椒，故而得名小椒。小椒深得熊貓長老和竹葉寨人的喜愛，由於食神·盛桂的影響，喜歡採集各種各樣的食材，總能製作出讓人驚喜的美食。日漸成長的小椒為追尋自己的身世加入了忍者團，大剌剌的她，雖然沒有系統的學習過，但憑藉天賦與體術基礎，仍然可以遊刃有餘的做出忍者動作。而那火焰之力是神炎一族的獨特天賦，像辣椒一樣火爆！
銀梟（聲優：小林裕介）（⽣日：7月11日（19歲，巨蟹座）；身⾼：176cm）
流派：奔雷·銀梟
個性：銀梟，只是一個代號，是夜梟隊員心中值得信任的隊長。看似冷酷的長相，卻是出人意料的溫柔性格。而內心中最柔軟的地方，便是自己的妹妹小夜，常常以浮誇的寵妹姿態出現在家中，這也讓小夜頗為無語……
愛好：寵溺妹妹小夜。
描述：太陽東起西落，忍村萬家燈火。每當夜梟飛過，他都在黑暗中守護光明。小夜的哥哥，銀髮的少年。忍村精英忍者，隸屬情報部門夜梟小隊，是專門負責刺探情報的精英小隊。「銀梟」只是夜梟隊長的代號，其真名極少有人知道。因其任務的特殊性，長年不在忍村，通過專門訓練的夜梟與忍村的情報中樞保持聯繫。
隼白（聲優：福山潤）
百年一遇的天才忍者，因其雪白的長髮，而被敵人稱作「白夜叉」。
熊貓小白（聲優：大谷育江）
作為熊貓村向忍村派遣的使者，儘管熱心，但武功差勁，又有些迷迷糊糊的。不過好像是最終大反派…？同時，他也是此遊戲製作團隊的象徵與吉祥物（工作室的圖標便是此角色）。

### BOSS
D級BOSS
黑翼（惡龍）噴出火球以攻擊忍者 
武士精英（人類）揮出劍氣攻擊忍者
黑•式神（妖鬼）召喚地刺攻擊忍者
赤鬼（妖鬼）噴出口臭攻擊忍者
偵查者I型（機械）噴出雷射攻擊忍者
大嘴蝠（野獸）吐出音波攻擊忍者

C級BOSS
大蝙蝠（野獸）吐出音波攻擊忍者
暗•式神（妖鬼）召喚地刺攻擊忍者
炎劍守衛（機械）召喚炎劍攻擊忍者
赤面鬼（妖鬼）噴出口臭攻擊忍者
雷翼獸（惡龍）召喚雷球攻擊忍者
B級BOSS
武士隊長（人類）揮出劍氣攻擊忍者
黑龍（惡龍）噴出火球以攻擊忍者
雷龍（惡龍）召喚雷球攻擊忍者
遊擊者III型（機械）噴出雷射攻擊忍者
青面鬼（妖鬼）噴出口臭攻擊忍者
A級BOSS
鬼頭駝（妖鬼）噴出口臭攻擊忍者
刀疤蝠（野獸）吐出音波攻擊忍者
青炎劍（機械）召喚炎劍攻擊忍者
- 陰陽師（聲優：前野智昭）
- 血影（聲優：小西克幸）
- 武士隊長（聲優：井上健一）
- 赤面酒鬼（聲優：龜山雄慈）
- 青面鬼（聲優：笹本菜津枝）

### 通靈獸
- 黑龍：本性十分兇殘，曾是與忍村為鄰的宿敵。後來被初代忍神所馴服，成為了忍者們的忠實夥伴。
玩家們的初始通靈獸，完成故事模式普通關卡第一章第七關即可獲得。

- 天鷹：來自高山之上的雲之國，是翱翔於天際的「風之使者」。只有雲之國最強的戰士才能駕馭。
集齊30根天鷹之羽即可解鎖，天鷹之羽可透過貓貓幣抽獎獲得。

- 雷龍：雷神所馴養的寵物，同時又是收穫雷王寺的聖獸。全身凝聚雷電的力量，擁有驚人的破壞力。
集齊7顆S寶物「雷龍珠」即可解鎖。

## 遊戲歷史
2012年小白工作室推出了《忍者必須死》，此時的遊戲與傳統跑酷遊戲相比，除了美術設計外，並無太大區別，但適逢此類型遊戲市場正好，因此也為往後的第二代與第三代奠定了良好的基礎。
2014年，工作室修改了遊戲後，推出了《忍者必須死2》。然而，由於總總原因，導致盈利不如預期，所以最終以失敗收場。2015年3月，吸取了前兩代的經驗後，工作室開始著手準備第三代的開發。
2018年，《忍者必須死3》開始發售。
2020年12月，《忍者必須死3》開始在台灣以進行刪檔測試，並更名為《忍者必須死》（由於一代與二代只有在中國大陸發行，因此對於國外捨棄「3」，中國大陸境內依舊使用《忍者必須死3》這個名字）。
2021年1月，《忍者必須死》臺灣服開始公測。
2021年11月，《忍者必須死》榮獲Google Play 2021年度最具創新力遊戲和最佳平板電腦遊戲等獎項，以及入圍Google Play 2021年度最受歡迎遊戲名單。
2022年12月，《忍者必須死-全球版》開始公測。
2023年5月，《忍者必須死》臺灣服關服。
2023年12月，《忍者必須死-全球版》榮獲Google Play Best of 2023和Google Play 2023年度最佳休閒遊戲等獎項。